# Світоч
Сві́точ — село в Україні, у Синюхинобрідській сільській громаді Первомайського району Миколаївської області. Населення становить 56 осіб. 

## Населення

### Мова
Розподіл населення за рідною мовою за даними перепису 2001 року:
| Мова       | Кількість | Відсоток |
| ---------- | --------- | -------- |
| українська | 42        | 75.00%   |
| російська  | 9         | 16.07%   |
| румунська  | 5         | 8.93%    |
| Усього     | 56        | 100%     |

## Відомі люди
У селі мешкала знана свинарка, Герой Соціалістичної Праці Критіна О. Д..